# Hrušovo
Hrušovo es un municipio del distrito de Rimavská Sobota en la región de Banská Bystrica, Eslovaquia, con una población estimada a final del año 2024 de 161 habitantes.
Se encuentra ubicado al este de la región, en la cuenca hidrográfica del río Sajó —un afluente derecho del río Tisza— y cerca de la frontera con la región de Košice y con Hungría.

## Demografía
| Año        | 1994 | 2004     | 2014     | 2024     |
| ---------- | ---- | -------- | -------- | -------- |
| Población  | 252  | 225      | 193      | 161      |
| Diferencia |      | −10,71 % | −14,22 % | −16,58 % |

| Año        | 2023 | 2024    |
| ---------- | ---- | ------- |
| Población  | 162  | 161     |
| Diferencia |      | −0,61 % |